# Harold Gomes
Harold Gomes (ur. 22 sierpnia 1933 w Providence w stanie Rhode Island) – amerykański bokser, zawodowy mistrz świata kategorii junior lekkiej.
Rozpoczął karierę boksera zawodowego w 1951. Wygrał pierwsze 22 walki, zanim w styczniu 1954 przegrał z Tommym Tibbsem (którego wcześniej trzykrotnie pokonał). W marcu tego roku zdobył wakujący tytuł mistrza Nowej Anglii w wadze piórkowej. W 1954 przegrał jeszcze dwukrotnie z Tibbsem, ale potem odniósł 12 kolejnych zwycięstw, zanim w 1957 pokonał go Isidro Martinez. Następnie Gomes wygrał sześć kolejnych pięściarskich pojedynków.
W 1959 National Boxing Association reaktywowała tytuł mistrza świata w kategorii junior lekkiej (superpiórkowej), który nie był uznawany od 1950, kiedy to ostatni dotąd mistrz Sandy Saddler odzyskał mistrzostwo świata w wadze piórkowej. Do walki o wakujący tytuł zostali wyznaczeni Gomes i Paul Jorgensen. 20 lipca 1959 w Providence Gomes zwyciężył na punkty i został nowym mistrzem świata.
Już podczas pierwszej obrony stracił ten tytuł, gdy 16 marca 1960 w Quezon City został znokautowany w 7. rundzie przez Filipińczyka Flasha Elorde.  W walce rewanżowej 17 sierpnia tego roku w Daly City Elorde wygrał przez nokaut w 1. rundzie.
Po tej walce Gomes pauzował do 1962, w którym wygrał 4 walki i 1 przegrał. W 1963 poniósł trzy porażki (wszystkie przez nokaut) i wycofał się z ringu.